# Samoa Amerykańskie na zimowych igrzyskach olimpijskich
Reprezentanci Samoa Amerykańskiego wystąpili na zimowych igrzyskach olimpijskich tylko raz na zimowych igrzyskach olimpijskich w 1994 roku. 
Na razie państwo to, nie zdobyło żadnego medalu podczas zimowych igrzysk olimpijskich.

## Klasyfikacja medalowa
| Miejsce          |   |   |   | Razem |
| ---------------- | - | - | - | ----- |
| 1994 Lillehammer | 0 | 0 | 0 | 0     |

## Medaliści zimowych igrzysk olimpijskich pochodzących z Samoa Amerykańskiego

### Złote medale
Brak

### Srebrne medale
Brak

### Brązowe medale
Brak